# W3C
O World Wide Web Consortium (W3C) é a principal organização de padronização da World Wide Web. Consiste em um consórcio internacional com 450 membros, agrega empresas, órgãos governamentais e organizações independentes com a finalidade de estabelecer padrões para a criação e a interpretação de conteúdos para a Web.
Foi fundado por Tim Berners-Lee em 1994 para levar a Web ao seu potencial máximo, por meio do desenvolvimento de protocolos comuns e fóruns abertos que promovam a sua evolução e assegurem a sua interoperabilidade. Sites desenvolvidos segundo esses padrões podem ser acessados e visualizados por qualquer pessoa ou tecnologia, independente dos hardware ou software utilizados, como celulares (em Portugal, telemóveis) e PDAs, de maneira rápida e compatível com os novos padrões e tecnologias que possam surgir com a evolução da internet.

## Organização
Para alcançar seus objetivos, o W3C possui diversos comitês que estudam as tecnologias existentes para a apresentação de conteúdo na Internet e criam padrões de recomendação para utilizar essas tecnologias. Com a padronização, os programas conseguem acessar facilmente os códigos e entender onde deve ser aplicado cada conhecimento expresso no documento.

### Escritório no Brasil
O escritório Brasil da W3C iniciou suas operações em 1 de novembro de 2007.

## Formatos recomendados
Os formatos comuns aprovados pela W3C são: SVG (desenho vetorial), PNG, HTML, XHTML, XML etc. O PNG usa RGBA, ou seja: Vermelho, Verde, Azul e Alpha, e não tem perda de qualidade como o JPG, que usa RGB e não suporta transparência.
Padrões seus como HTML, XHTML e CSS são muito populares, contudo, em muitos casos são usados de forma errônea devido ao desconhecimento da especificação.
É um dever de todo desenvolvedor Web respeitar e seguir os padrões de acessibilidade do W3C, pois de outro modo poderá impor barreiras tecnológicas a diversas pessoas, desestimulando e até mesmo impedindo o acesso a suas páginas.

## Padrões W3C
- Cascading Style Sheets (CSS)
- Common Gateway Interface
- Document Object Model (DOM)
- Resource Description Framework
- Scalable Vector Graphics (SVG)
- SKOS
- Simple Object Access Protocol
- Synchronized Multimedia Integration Language
- Web Services Description Language
- eXtensible Hypertext Markup Language (XHTML)
- eXtensible Markup Language (XML)
- XML Information Set
- XPath
- XQuery
- eXtensible Stylesheet Language for Transformation (XSLT)
- Web Ontology Language (OWL)